# Symphyotrichum depauperatum
Symphyotrichum depauperatum е вид многогодишно растение от семейство Сложноцветни (Compositae).

## Разпространение
Видът е разпространен в източните и централни части на САЩ (Пенсилвания, Мериленд, Вирджиния и Северна Каролина).

## Описание
Достига до 50 cm на височина и обикновено има от едно до три стъбла. Листата му са тесни с дължина около 2 – 4 cm.